# Myonera
Myonera is een geslacht van tweekleppigen uit de  familie van de Cuspidariidae.

## Soorten
- Myonera acutecarinata (Dautzenberg & H. Fischer, 1906)
- Myonera alleni Poutiers & Bernard, 1995
- Myonera angularis (Jeffreys, 1876)
- Myonera atlantica Allen & Morgan, 1981
- Myonera bicarinata E. A. Smith, 1896
- Myonera canariensis (De Boer, 1985)
- Myonera centobi (Bouchet & Warén, 1979)
- Myonera dautzenbergi Prashad, 1932
- Myonera demistriata (Allen & Morgan, 1981)
- Myonera dispar (Dall, Bartsch & Rehder, 1938)
- Myonera garretti Dall, 1908
- Myonera gigantea (Verrill, 1884)
- Myonera kaiwa Oliveira & Absalão, 2009
- Myonera lamellifera (Dall, 1881)
- Myonera limatula (Dall, 1881)
- Myonera lischkei (E. A. Smith, 1891)
- Myonera pailoloana (Dall, Bartsch & Rehder, 1938)
- Myonera paucistriata Dall, 1886
- Myonera pretiosa Verrill & Bush, 1898
- Myonera rostra Poutiers & Bernard, 1995
- Myonera sulcifera (Jeffreys, 1882)
- Myonera tasmanica (Knudsen, 1970)